# Couture-sur-Loir
Couture-sur-Loir is een plaats en voormalige gemeente in het Franse departement Loir-et-Cher (regio Centre-Val de Loire) en telt 439 inwoners (2004). De plaats maakt deel uit van het arrondissement Vendôme. Couture-sur-Loir is op 1 januari 2019 gefuseerd met de gemeente Tréhet tot de gemeente Vallée-de-Ronsard. 

## Geografie
De oppervlakte van Couture-sur-Loir bedraagt 14,5 km², de bevolkingsdichtheid is 30,3 inwoners per km².
De onderstaande kaart toont de ligging van Couture-sur-Loir met de belangrijkste infrastructuur en aangrenzende gemeenten.

## Demografie
Onderstaande figuur toont het verloop van het inwonertal (bron: INSEE-tellingen).

## Geboren
- Pierre de Ronsard (1524-1585), dichter